# Arrampicata sportiva ai Giochi della XXXII Olimpiade - Gara maschile
La gara maschile di arrampicata sportiva dei Giochi della XXXII Olimpiade di Tokyo è stata disputata il 3 e 5 agosto 2021 presso l'Aomi Urban Sports Park. Vi hanno partecipato 20 atleti provenienti da 15 nazioni.
La competizione è stata vinta dall'arrampicatore spagnolo Alberto Ginés López, mentre l'argento e il bronzo sono andati rispettivamente allo statunitense Nathaniel Coleman e all'austriaco Jakob Schubert.

## Record
Prima della competizione il record del mondo e il record olimpico nella specialità speed erano i seguenti:
| Record mondiale | 5"208                                 | Veddriq Leonardo Indonesia            | 28 maggio 2021 Salt Lake City, Stati Uniti |
| Record olimpico | Evento olimpico di nuova introduzione | Evento olimpico di nuova introduzione | Evento olimpico di nuova introduzione      |

Durante la competizione è stato stabilito il seguente record:
| Data     | Evento         | Atleta      | Nazione | Tempo | Record          |
| -------- | -------------- | ----------- | ------- | ----- | --------------- |
| 3 agosto | Qualificazione | Bassa Mawem | Francia | 5"45  | Record olimpico |

## Programma
| Data          | Ora (UTC+9) | Turno                     |
| ------------- | ----------- | ------------------------- |
| 3 agosto 2021 | 17:00       | Qualificazioni speed      |
| 3 agosto 2021 | 18:00       | Qualificazioni bouldering |
| 3 agosto 2021 | 21:10       | Qualificazioni lead       |
| 5 agosto 2021 | 17:30       | Finale speed              |
| 5 agosto 2021 | 18:30       | Finale bouldering         |
| 5 agosto 2021 | 21:10       | Finale lead               |

## Risultati

### Qualificazione
| Pos. | Atleta              | Nazionalità   | Speed | Speed | Speed | Bouldering | Bouldering | Bouldering | Bouldering | Bouldering | Bouldering | Lead | Lead  | Lead | Tot.    | Note |
| Pos. | Atleta              | Nazionalità   | A     | B     | P     | 1          | 2          | 3          | 4          | Risultati  | P          | TR   | TT    | P    | Tot.    | Note |
| ---- | ------------------- | ------------- | ----- | ----- | ----- | ---------- | ---------- | ---------- | ---------- | ---------- | ---------- | ---- | ----- | ---- | ------- | ---- |
| 1    | Mickaël Mawem       | Francia       | 5"95  | 7"75  | 3     | T2z2       | T1z1       | T1z1       | z1         | 3T4z 4 5   | 1          | 28+  | 2'24" | 11   | 33,00   | Q    |
| 2    | Tomoa Narasaki      | Giappone      | DNS   | 5"94  | 2     | T2z1       | T4z4       | z1         | z1         | 2T4z 6 7   | 2          | 26+  | 2'11" | 14   | 56,00   | Q    |
| 3    | Colin Duffy         | Stati Uniti   | 6"23  | 6"85  | 6     | T10z6      | –          | T7z6       | –          | 2T2z 17 12 | 5          | 42+  | 4'44" | 2    | 60,00   | Q    |
| 4    | Jakob Schubert      | Austria       | 6"70  | 6"94  | 12    | z9         | –          | z3         | T2z1       | 1T3z 2 13  | 7          | 42+  | 4'02" | 1    | 84,00   | Q    |
| 5    | Adam Ondra          | Rep. Ceca     | 7"46  | 8"16  | 18    | T4z4       | –          | z4         | T3z3       | 2T3z 7 11  | 3          | 39+  |       | 4    | 216,00  | Q    |
| 6    | Alberto Ginés López | Spagna        | 6"48  | 6"32  | 7     | –          | –          | T12z4      | –          | 1T1z 12 4  | 14         | 41+  |       | 3    | 294,00  | Q    |
| 7    | Bassa Mawem         | Francia       | 5"45  | 5"67  | 1     | z4         | –          | –          | –          | 0T1z 0 4   | 18         | 7    |       | 20   | 360,00  | Q    |
| 8    | Nathaniel Coleman   | Stati Uniti   | 6"51  | 6"52  | 10    | z1         | –          | T4z3       | z2         | 1T3z 4 6   | 11         | 39   |       | 5    | 550,00  | Q    |
| 9    | Alexander Megos     | Germania      | 9"89  | 7"47  | 19    | T2z1       | z6         | z7         | z1         | 1T4z 2 15  | 6          | 36+  |       | 6    | 684,00  |      |
| 10   | Jongwon Chon        | Corea del Sud | 6"21  | C     | 5     | z4         | –          | T3z3       | z3         | 1T3z 3 10  | 10         | 26+  | 2'34" | 16   | 800,00  |      |
| 11   | Rishat Khaibullin   | Kazakistan    | 6"90  | 6"19  | 4     | –          | –          | z3         | –          | 0T1z 0 3   | 17         | 28+  | 3'09" | 13   | 884,00  |      |
| 12   | Jan Hojer           | Germania      | 6"63  | C     | 11    | z2         | –          | T3z3       | z3         | 1T3z 3 8   | 9          | 29+  |       | 9    | 891,00  |      |
| 13   | Aleksej Rubcov      | ROC           | 8"09  | 7"23  | 16    | T6z3       | –          | –          | T1z1       | 2T2z 7 4   | 4          | 26+  | 2'29" | 15   | 960,00  |      |
| 14   | Pan Yufei           | Cina          | 8"63  | 7"59  | 20    | T2z2       | –          | z12        | z1         | 1T3z 2 15  | 8          | 36   |       | 7    | 1120,00 |      |
| 15   | Michael Piccolruaz  | Italia        | 6"33  | 6"46  | 8     | T5z5       | –          | z2         | –          | 1T2z 5 7   | 13         | 28+  | 2'33" | 12   | 1248,00 |      |
| 16   | Christopher Cosser  | Sudafrica     | 6"48  | 7"55  | 9     | z7         | –          | z8         | –          | 0T2z 0 15  | 16         | 29   |       | 10   | 1440,00 |      |
| 17   | Sean McColl         | Canada        | 9"18  | 6"93  | 14    | z2         | –          | z1         | –          | 0T2z 0 3   | 15         | 35+  |       | 8    | 1680,00 |      |
| 18   | Kai Harada          | Giappone      | C     | 7"08  | 15    | T4z1       | –          | z7         | –          | 1T2z 4 8   | 12         | 25+  |       | 17   | 3060,00 |      |
| 19   | Ludovico Fossali    | Italia        | 6.71  | 7"39  | 13    | –          | –          | –          | –          | 0T0z 0 0   | 19,5       | 25   | 2'48" | 18   | 4563,00 |      |
| 20   | Tom O'Halloran      | Australia     | 7"34  | 12"20 | 17    | –          | –          | –          | –          | 0T0z 0 0   | 19"5       | 25   | 3'58" | 19   | 6298,50 |      |

### Finale
| Pos.    | Atleta              | Nazionalità | Speed  | Speed  | Speed      | Speed      | Speed  | Speed  | Speed | Bouldering | Bouldering | Bouldering | Bouldering | Bouldering | Lead | Lead | Totale |
| Pos.    | Atleta              | Nazionalità | Quarti | Quarti | Semifinali | Semifinali | Finali | Finali | P     | 1          | 2          | 3          | Risultati  | P          | TR   | P    | Totale |
| Pos.    | Atleta              | Nazionalità | G      | T      | G          | T          | G      | T      | P     | 1          | 2          | 3          | Risultati  | P          | TR   | P    | Totale |
| ------- | ------------------- | ----------- | ------ | ------ | ---------- | ---------- | ------ | ------ | ----- | ---------- | ---------- | ---------- | ---------- | ---------- | ---- | ---- | ------ |
| Oro     | Alberto Ginés López | Spagna      | 2      | Vd     | 7          | 6"56       | 12     | 6"42   | 1     | z1         | z7         | z1         | 0T3z 0 9   | 7          | 38+  | 4    | 28     |
| Argento | Nathaniel Coleman   | Stati Uniti | 4      | 6"45   | 6          | 6"21       | 10     | C      | 6     | T1z1       | T3z2       | z1         | 2T3z 4 4   | 1          | 34+  | 5    | 30     |
| Bronzo  | Jakob Schubert      | Austria     | 3      | 9"18   | 6          | 6"76       | 9      | Vd     | 7     | T1z1       | z5         | z1         | 1T3z 1 7   | 5          | Top  | 1    | 35     |
| 4       | Tomoa Narasaki      | Giappone    | 3      | 6"11   | 8          | 6"02       | 12     | 7"82   | 2     | T1z1       | z3         | z1         | 1T3z 1 5   | 3          | 33+  | 6    | 36     |
| 5       | Mickaël Mawem       | Francia     | 4      | 6"36   | 8          | 7"05       | 11     | 6"47   | 3     | T1z1       | z1         | z1         | 1T3z 1 3   | 2          | 23+  | 7    | 42     |
| 6       | Adam Ondra          | Rep. Ceca   | 1      | 7"44   | 7          | 7"03       | 11     | 6"86   | 4     | T2z1       | –          | z1         | 1T2z 2 2   | 6          | 42+  | 2    | 48     |
| 7       | Colin Duffy         | Stati Uniti | 2      | FP     | 5          | Vd         | 10     | 6.35   | 5     | T1z1       | z3         | z1         | 1T3z 1 5   | 4          | 40   | 3    | 60     |
| 8       | Bassa Mawem         | Francia     | 1      | DNS    | 5          | DNS        | 9      | DNS    | 8     | –          | –          | –          | DNS        | 8          | DNS  | 8    | 512    |